# 噶瑪蘭坑溪
噶瑪蘭坑溪，又名挖子尾溪、埤子頭溪，位於台灣新北市八里區大崁里、埤頭里的一條溪流，為淡水河最接近河口的支流。該溪發源於挖仔內，流經噶瑪蘭坑、圍子內、埤子頭、中山路（縣道105號）埤頭橋、大竹圍，於挖子尾注入淡水河。
噶瑪蘭坑溪河口為挖子尾自然保留區（紅樹林保護區）。